# Zealeuctra wachita
Zealeuctra wachita är en bäcksländeart som beskrevs av William Edwin Ricker och Ross 1969. Zealeuctra wachita ingår i släktet Zealeuctra och familjen smalbäcksländor. Inga underarter finns listade i Catalogue of Life.